# 우롱샤
유한회사 우롱샤(OORONG-SHA, 烏龍舎)는 도쿄도 미나토구에 있는, 아티스트 매니지먼트 및 음악, 영상 제작 프로덕션이다. 1991년 설립되었고, 대표이사 사장은 고바야시 다케시이다.
관련 회사에는 우롱샤 음악 출판, ap bank, 자사 레이블에 OORONG RECORDS(2009년부터 에이벡스산하)가 있다.

## 소속 아티스트
- 레미오로멘
- 마이 리틀 러버
- Mr.Children
- Salyu
- 오니츠카 치히로(오니츠카의 개인소속사NAPOLEON RECORDS와 공동 매니지먼트)
- GAKU-MC
- PhilHarmoUniQue
- lego big morl
- 등등

## 사업 내용
- 아티스트 관리
- 신인 아티스트 양성
- 음악, 영상(콘서트 연출 영상, 뮤직비디오, TV프로그램 등)
- 콘서트 제작
- 레코딩 스튜디오 관리
- 레코딩 엔지니어, 신시사이저 오퍼레이터, 뮤지션의 관리